# Arlen Erdahl

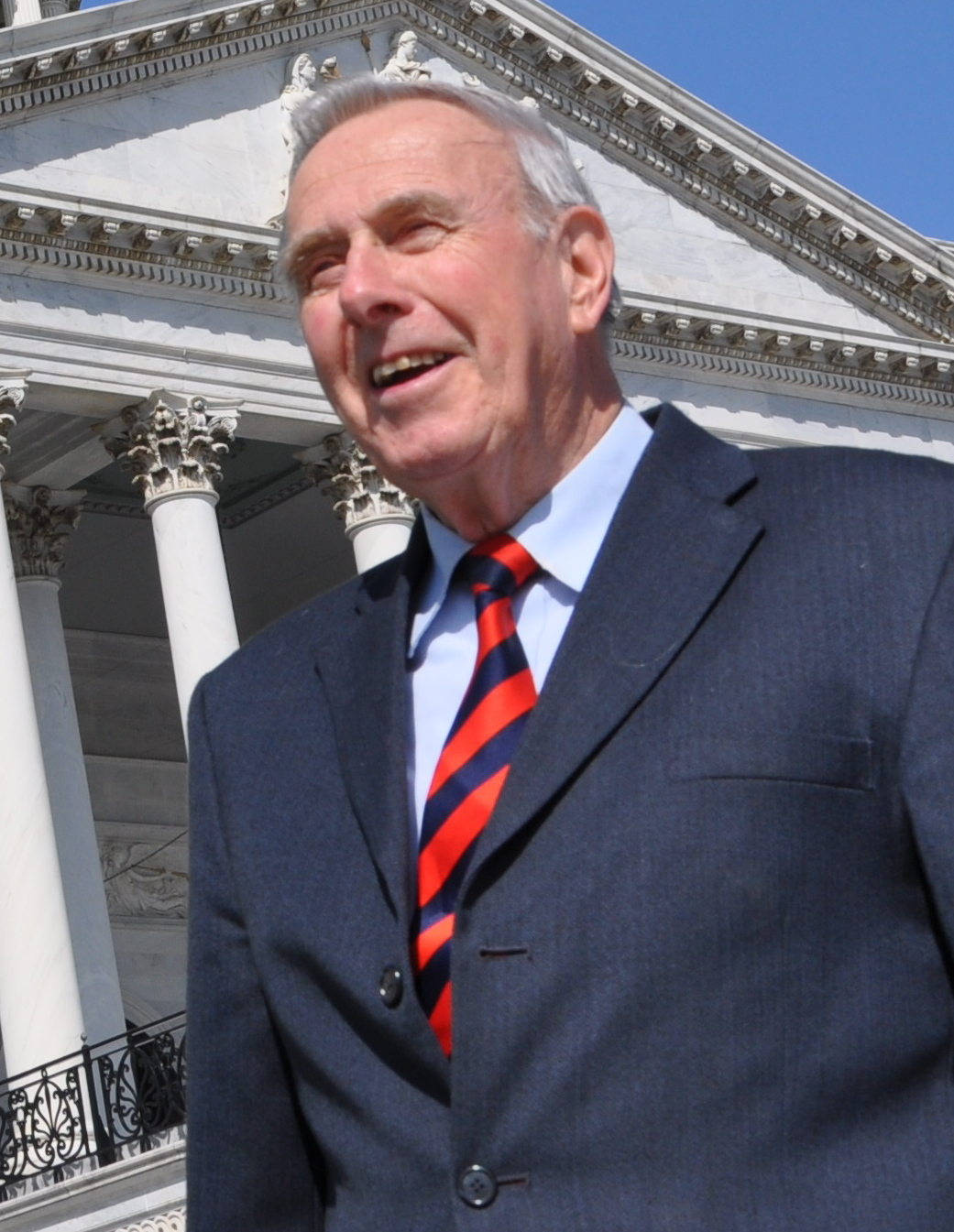
Arlen Erdahl

Arlen Ingolf Erdahl (* 27. Februar 1931 in Blue Earth, Minnesota; † 21. September 2023) war ein US-amerikanischer Politiker. Zwischen 1979 und 1983 vertrat er den Bundesstaat Minnesota im US-Repräsentantenhaus.

## Werdegang
Arlen Erdahl besuchte die öffentlichen Schulen seiner Heimat und danach bis 1953 das St. Olaf College in Northfield. Zwischen 1954 und 1956 war er Soldat der US Army. Später studierte er noch bis 1966 an der Harvard University. Erdahl arbeitete damals auch als Farmer. Politisch wurde er Mitglied der Republikanischen Partei, deren regionale Parteitage in Minnesota er in den Jahren 1963 und 1964 als Delegierter besuchte. Zwischen 1963 und 1970 saß er als Abgeordneter im Repräsentantenhaus von Minnesota. Von 1970 bis 1974 war er als Secretary of State der geschäftsführende Beamte der Staatsregierung von Minnesota. Von 1975 bis 1978 gehörte Erdahl der öffentlichen Dienstleistungskommission seines Staates an.
Bei den Kongresswahlen des Jahres 1978 wurde Erdahl im ersten Wahlbezirk von Minnesota in das US-Repräsentantenhaus in Washington, D.C. gewählt, wo er am 3. Januar 1979 die Nachfolge von Al Quie antrat. Nach einer Wiederwahl im Jahr 1980 konnte er bis zum 3. Januar 1983 zwei Legislaturperioden im Kongress absolvieren. Bei den Wahlen des Jahres 1982 wurde er nicht bestätigt. Zwischen 1983 und 1989 arbeitete er für das Friedenscorps. Zunächst leitete er dessen Abteilung in Jamaika, danach rückte er als beisitzender Direktor in den Vorstand auf. Zwischen 1989 und 1993 arbeitete Erdahl für das Bundesenergieministerium. Mit seiner Frau Syrdal hatte er sechs Kinder. Erdahl verbrachte seinen Lebensabend in Burnsville.
Er verstarb am 21. September 2023.